# Arūnas Visockas
Arūnas Romas Visockas (Kaunas, 7 de dezembro de 1965) é um ex-basquetebolista profissional lituano que integrou a Seleção Lituana que conquistou a Medalha de ouro disputada nos XXV Jogos Olímpicos de Verão realizados na cidade de Barcelona no ano de 1992.